# L'Inhumain
Pour plus de détails, voir Fiche technique et Distribution.
L'Inhumain est un film québécois, premier long métrage de fiction du cinéaste anishnabé Jason Brennan, qui est sorti en 2021. Il met en vedette Samian. 
Thriller psychologique répondant également aux codes du film d'horreur, L'inhumain est le premier film autochtone francophone de genre.  
Le film tire son inspiration de la légende du Wendigo,. Le premier bloc de tournage se déroule dans la Vallée-de-la-Gatineau, à Kitigan Zibi et Maniwaki, en Outaouais.  
L'Inhumain est présenté en primeur au Festival du cinéma international en Abitibi-Témiscamingue à l'automne 2021. 

## Synopsis
Brillant neurochirurgien, Mathieu voit sa vie personnelle et professionnelle s'effondrer. Divorce imminent, perte d'emploi, problèmes de consommation et crise de la quarantaine le propulsent dans une spirale destructrice. Le décès de son père le force à retourner chez lui en territoire Anishinaabe, lieu de son enfance qu’il tente de fuir depuis des décennies. Mathieu s'y rend pour déposer les cendres de son père au cœur de leur territoire ancestral. Le pèlerinage, qui s'annonçait comme un retour au source pour Mathieu, vire rapidement au cauchemar alors qu'il devient la proie d'une créature maléfique, le Wendigo. 

## Fiche technique
- Titre original : L'Inhumain[9]
- Réalisation : Jason Brennan
- Scénario : Jean-François Martel et Jason Brennan
- Conseillère à la scénarisation : Sonia Bonspille Boileau
- Musique : Alain Auger
- Direction artistique : Dominique Desrochers
- Costumes : Éric Poirier
- Maquillage et coiffure : Nathan Blacksmith, Drew McComber
- Maquillages SFX : Bruno Gatien
- Photographie : François Dutil
- Son : Olivier Houde, François Blouin
- Montage : Amélie Labrèche
- Distribution des rôles : Nathalie Boutrie
- Production : Jason Brennan
- Producteur délégué : Michel Bouchard
- Productrice VFX : MELS Cinthia Mourou
- SFX mécaniques : Production de l'Intrigue
- Société de production : Nish Média
- Sociétés de distribution : Septième
- Budget : 1,8M[1]
- Pays d'origine : Canada
- Langue originale : français, anglais et anishinaabemowin[10]
- Format : couleur
- Genre : thriller psychologique, horreur
- Durée : 85 minutes[10]
- Première : 31 octobre 2021, Festival du cinéma international en Abitibi-Témiscamingue[8]
- Dates de sortie en salle : 29 avril 2022[11]

## Distribution
- Samian : Mathieu Côté
- Véronique Beaudet : Julie
- Jeanne Roux-Côté : Maude
- Sonia Vigneault : Johanne
- Andrew Dewache : Robert
- Caroline Gélinas : Barbara